# Karel Cejp
Karel Cejp est un botaniste et un mycologue tchécoslovaque, né le 22 février 1900 à Rokycany et mort 22 septembre 1979.

## Biographie
Il est le fils de Karel et Barbora Cejp. Il s’intéresse très tôt à la botanique, notamment grâce à Bohuslav Horak, qui fut un de ses professeurs d’école. Il fait ses études à l'institut de botanique de l’université Charles de Prague. Il devient maître de conférences en 1933, puis professeur en 1948 dans la même université. Son domaine d’étude est la morphologie des plantes ainsi que les champignons. Cejp devient également rédacteur en chef de la revue Česká mykologie et est également l’un des rédacteurs du projet « Flora ČSR ». Cejp se marie le 12 septembre 1951 avec Darija Ottisová.
Les genres Cejpia et Cejpomyces (maintenant Thanatephorus) ainsi que la famille des Cejpomycetaceae ont été nommés en son honneur.

## Publications
- Květena strašických Brd (Rokycany, Městské museum, 1924).
- Příspěvek k srovnávací morfologii dimerických květů (Praha, Přírodovědecká fakulta, F. Řivnáč, 1924).
- Revise středoevropských druhů skupiny Mycena-Omphalia se zvláštním zřetelem k druhům československým. Dvoudílná monografická studie. (Praha, Přírodovědecká fakulta, F. Řivnáč, 1929 a 1930).
- Monographie des Hydnacées de la République Tchécoslovaque. (Praha, Bulletin international de l’Académie des Sciences de Bohême, 1930).
- Atlas hub evropských, svazek IV. Omphalia (Fr.) Quél. Kalichovka; Delicatula Fayod. Žebernatka (Praha, nákladem vlastním, 1936 a 1938).
- Základy všeobecné, speciální fytopathologie. Pro posluchače biologické fakulty (Praha, SPN, 1953).
- Houby. Dvousvazková celostátní vysokoškolská učebnice. (Praha, ČSAV, 1957 a 1958).
- Flora ČSR, Gasteromycetes. Spoluautoři Z. Moravec, A. Pilát, Z. Pouzar, V. J. Staněk, M. Svrček, S. Šebek, F. Šmarda (Praha, ČSAV, 1958).
- Flora ČSR, Oomycetes (Praha, ČSAV, 1959).